# Carphochaete pringlei
Carphochaete pringlei là một loài thực vật có hoa trong họ Cúc. Loài này được (S.Watson) Grashoff ex B.L.Turner mô tả khoa học đầu tiên năm 1987.